# فقاع عقيدي
الفقاع العقيدي (بالإنجليزية: Pemphigoid nodularis)‏ هو مرض جلدي وهو نوع من الفقعان الفقاعي حيث تكون الآفات الجلدية مشابهة للحكاك العقيدي.
للغلوبيولين المناعي ج دور في هذا المرض.